# 鐘楼区
鐘楼区（しょうろう-く）は中華人民共和国江蘇省の常州市に位置する市轄区。

## 行政区画
- 街道:五星街道、永紅街道、北港街道、西林街道、南大街街道、荷花池街道、新閘街道
- 鎮:鄒区鎮

## 施設
- 常州府文廟